# Papyrus 7
Papyrus 7 (nach der Nummerierung von Gregory-Aland, auch als  {\displaystyle {\mathfrak {P}}}7 bezeichnet) ist eine frühe Kopie des Neuen Testaments in Griechisch. Es handelt sich um ein Papyrusmanuskript des Lukasevangeliums, Kapitel 4, Verse 1 und 2. Sehr wahrscheinlich ist es ein patristisches Fragment.
Aufgrund des Zustandes des Fragmentes ist es nicht einfach, es mit Hilfe der Paläographie zu datieren. Man ordnet es in das 4. bis 6. Jahrhundert (eventuell auch 3. Jh.) ein.
Der griechische Text dieses Kodex ist zu kurz, um ihn zu klassifizieren. Wahrscheinlich repräsentiert er den Alexandrinischen Texttyp. Aland ordnete ihn in keine der Kategorien der Handschriften des Neuen Testaments ein.
Zurzeit wird es in der Wernadskyj-Nationalbibliothek der Ukraine (Petrov 553) in Kiew aufbewahrt.